# یواس‌اس کلرادو (بی‌بی-۴۵)
یواس‌اس کلرادو (بی‌بی-۴۵) (به انگلیسی: USS Colorado (BB-45)) یک کشتی بود که طول آن ۶۲۴ فوت ۳ اینچ (۱۹۰٫۲۷ متر) بود. این کشتی در سال ۱۹۲۱ ساخته شد.